# بول ويليميز
بول ويليميز (بالإنجليزية: Paul Williams)‏ (16 نوفمبر 1962 في المملكة المتحدة - ) هو لاعب كرة قدم بريطاني في مركز الدفاع. لعب مع تشيلسي ونادي وكينغ ونادي ليذرهيد.